# Ород (цар Вірменії)
Ород I (*Օրոդես, д/н —після 42) — цар Великої Вірменії у 35 і 37—42 роках.

## Життєпис
Походив з династії Аршакідів. Другий син Артабана III, царя Парфії. Молоді роки провів при дворі свого батька. У 35 році після повалення старшого брата Аршака, царя Великої вірменії, зумів захопив трон цієї держави. Втім невдовзі Орода I було повалено римсько=іберійськими військами, що посадили на трон Мітридата I. декілька спроб Орода відновити владу виявилися марними.
У 37 році скориставшись арештом царя Мітридата з боку римлян, Ород зумів відновити свою владу у Великій Вірменії. Зміцненню його правління сприяло визнання зверхності римського імператора Калігули. Але фактично Ород I проводив пропарфянську політику. У 42 році за рішенням нового римського імператора Клавдія царя було повалено. замість нього знову на трон сів Мітридат I. Подальша доля Орода невідома.